# Call Me Miss...
Call Me Miss... è il sesto album in studio della cantante giapponese Crystal Kay, pubblicato nel 2006.

## Tracce
1. Baby Girl – 4:07
2. Kirakuni – 4:16
3. Koi ni Ochitara (恋におちたら) – 4:29
4. Hero – 3:40
5. Telepathy (テレパシー) – 4:37
6. KTK – 4:13
7. I Know – 4:22
8. Nobody But You – 4:34
9. Together – 3:40
10. Fly to You – 4:49
11. Kitto (きっと) – 3:57
12. Two as One (Crystal Kay x Chemistry) – 3:44
13. Happy Life – 3:49
14. Namida ga Afuretemo (涙があふれても) – 5:14
15. Kiss (Orchestra Version) – 5:19